# Phyllachora pappophori
Phyllachora pappophori är en svampart som beskrevs av Chardón 1939. Phyllachora pappophori ingår i släktet Phyllachora och familjen Phyllachoraceae.   Inga underarter finns listade i Catalogue of Life.